# Stazione di Hon-Komagome
La stazione di Hon-Komagome (本駒込駅?, Hon-Komagome-eki) è una stazione della metropolitana di Tokyo che si trova a Bunkyō.